# Cristal Dorado
El Cristal Dorado (ゴールデン・クリスタル Goruden Kurisutaru?, en inglés Golden Crystal) es una joya milenaria de la serie de anime y manga Sailor Moon. Es utilizado para derrotar al principal enemigo de la Saga del Circo Dead Moon o Sailor Moon Súper S, la reina Neherenia.

## Historia
Este objeto aparece nombrado por primera vez en el tomo 12 del manga. Pertenece al mundo de Ilusión o Elysion (エリシオン Eryushion?)  y es necesario para vencer al Circo de la Luna Muerta, ya que su poder es similar al del Cristal de Plata.
En la primera adaptación animada de los años 90, que fue posterior al manga original que dio origen a la serie, se cambió al poseedor del Cristal para que fuera Chibiusa su usuaria y Helios su guardián. En el manga, sin embargo, Helios no custodia dicha piedra y Chibiusa posee otro cristal, un Cristal de Plata llamado Cristal de la luna rosa, mientras que el Cristal Dorado pertenece a Mamoru Chiba.

### Anime
En la versión animada de la serie, el Cristal Dorado es una piedra que protege los sueños de los habitantes del planeta Tierra y que es custodiada por Helios. Este cristal, cuyo gran poder proviene de los sueños de las personas de la Tierra, es el principal objetivo de la reina Neherenia. Con él podrá cumplir sus ambiciones de gobernar el planeta Tierra y mantenerse siempre joven y hermosa.
El cristal pertenece al mundo de Ilusión, un lugar conectado íntimamente con la Tierra. Puesto que Helios está ligado a Ilusión, mientras Mamoru lo está con la Tierra, y ambos mundos están también conectados, Helios y Mamoru están a su vez también conectados empáticamente.

#### Origen
En los tiempos del antiguo Milenio de Plata, este objeto se encontraba guardado en Ilusión, el mundo de los sueños, y protegido por un joven llamado Helios. Neherenia había tratado de lograr que Helios, que custodiaba esta poderosa joya, se la entregara. Sin embargo, la negativa de Helios así como también la intervención de la  Reina de la Luna, Serenity, le impidieron hacerse con el Cristal. Para evitar que siguiera amenazándolos, la Reina Serenity se vio forzada a encerrar a Neherenia dentro de un gran espejo mágico, para que no pudiera seguir haciendo daño a las personas con su maldad.
Miles de años después, en el siglo XX, un eclipse solar permite a Neherenia salir parcialmente de su encierro, y es así como regresa para capturar a Helios. Sin embargo, Helios usa el poder que el cristal tiene sobre los sueños para separar su espíritu de su cuerpo, adoptando la forma de un caballo alado llamado "Pegaso". Bajo la apariencia de Pegaso, su espíritu huye con el Cristal a refugiarse en el interior del sueño de una persona. Por esta razón, Neherenia envía a sus secuaces del Dead Moon Circus a descubrir la identidad de esa persona humana, de modo que puedan entrar en su sueño para atrapar al espíritu de Helios, Pegaso, junto con la codiciada piedra.
Así es como numerosas personas comienzan a caer prisioneras de las sucesivas trampas tendidas por los seguidores de Neherenia. Ellos usan su magia para hacer aparecer los espejos de los sueños de las respectivas víctimas. Los espejos de los sueños son espejos invisibles que toda persona lleva dentro, y que permiten ver en su interior todas las fantasías y anhelos de su dueño. Por medio de estos espejos, los integrantes del Circo Dead Moon van revisando los sueños uno por uno, hasta que descubren que el espejo que buscan debe ser de color dorado, porque en su interior está el Cristal Dorado.

#### Poderes
Los ataques de los Dead Moon sobre la gente de Tokyo pronto atraen la atención de Sailor Moon y las Sailor Senshi, justicieras que se deciden a combatirlos. Por eso reciben de Pegaso nuevos poderes para luchar. Por otra parte, Pegaso también envía parte del poder del Cristal Dorado a Sailor Moon cada vez que lucha, de modo que ella pueda asestar el golpe de gracia que vence al enemigo, una poderosa técnica de ataque llamada Sublime Meditación Lunar.
Eventualmente, descubren que la persona en cuyo sueño se oculta Helios o Pegaso es Chibiusa, y que sólo ella y Sailor Moon pueden usar el Cristal Dorado para acabar con Neherenia. Para activar todo el poder del Cristal, además, invocan el apoyo moral de todas aquellas personas que tienen hermosos sueños. Es así como, finalmente, logran vencer a este mal.

### Manga
Mientras que el cristal de la protagonista, Sailor Moon, es el conocido Cristal de Plata, el de Tuxedo Mask, príncipe y guardián de la Tierra, es el Cristal Dorado o Cristal de Oro.
En la versión del videojuego "Pretty Soldier Sailor Moon: Another Story (Angel) 1995" se reemplazó este cristal por el Cristal de Rosa ("Barazuishou") como piedra sagrada que pertenece a Tuxedo Mask.

#### Origen
Neherenia, que en esta versión busca el Cristal de Plata, no parece saber que este otro cristal existe. El único que sabe, al principio, de la existencia del Cristal Dorado es Helios. Él tuvo una visión de cómo Ilusión, su mundo, pronto sería atacado, y que sólo el poder de un objeto llamado el Cristal Dorado podría liberarlo.
Además, se cuenta que todas las Sailor Senshi (Sailor Scouts), así como los guardianes de los planetas, tienen un cristal como "corazón" o "alma" y a esos cristales se los denomina Cristales Sailor.  En el tomo 16 del manga (equivalente en el anime a Stars), la semilla estelar de Mamoru que le es arrebatada por Sailor Galaxia, ocasionando su muerte, es en realidad el Cristal Dorado, su Cristal Sailor. Posteriormente arrebata también los cristales de las demás Sailor Senshi amigas de Sailor Moon.

#### Poderes
Usagi se da cuenta de que el Cristal Dorado está oculto dentro del cuerpo de Mamoru, explicando que el calor y poder que sienten, cada vez que él está cerca, provienen del Cristal. Este poder fue el que Tuxedo Mask, sin saberlo, utilizó para ayudarla a aumentar la fuerza del suyo propio en anteriores batallas. Cuando la hija de ambos, Chibiusa, había sido mortalmente herida por la villana Mistress 9, el poder del Cristal Dorado dentro de Mamoru fue lo que lo ayudó a preservar su vida.
Más adelante, cuando el Cristal de Plata de Usagi le es arrebatado por Neherenia, dejándola inconsciente, sólo el poder del Cristal Dorado oculto dentro de Mamoru es capaz de recuperarlo, devolviéndole a ella la salud. Mamoru no sabe cómo hacer aparecer el cristal, pero gracias al amor de Usagi, logra hacerlo salir. Luego él une el poder de su Cristal Dorado al del Cristal de Plata de Usagi, junto con los de los Cristales Sailor de las demás Sailor Senshi, para derrotar a Neherenia definitivamente (ella no regresa en el manga).